# Édouard Garo
Édouard Garo, né le 6 juillet 1935 à Nyon, est un musicien, musicologue, compositeur, pédagogue et chef de chœur vaudois.

## Biographie
Après l'obtention de sa maturité en 1955, il s'inscrit à l'Université de Lausanne où il étudie le grec ancien, l'histoire et l'histoire de l'art. Il obtient sa licence ainsi qu'un certificat pédagogique à la faculté des sciences sociales et politiques en 1957. Dès l'âge de huit ans, Édouard Garo étudie le piano avec Lily Carrard à Nyon puis dès dix-sept ans, le chant avec Violette Henry. Durant ses études à la faculté des Lettres, il poursuit sa formation musicale au Conservatoire de Lausanne auprès de Roger Girard pour le chant, de Gérard le Coat ainsi que de Hans Haug pour les branches théoriques et la composition. Après l'obtention de son certificat de chant en 1957, il perfectionne sa voix auprès de Pierre Mollet au Conservatoire de Genève puis auprès de Sylvia Gähwiller au Conservatoire de Zurich. À Genève, Edouard Garo côtoie aussi Maroussia le Mar Hadour et André Zumbach. Il obtient le brevet de maître de chant en 1960, pour enseigner et transmettre son expérience dans les écoles vaudoises. Durant sa formation, Edouard Garo chante avec le Lyceum de Lausanne, avec le quatuor vocal formé par Hans Haug ainsi qu'avec l'ensemble de musique ancienne La Ménestrandie.
De 1956 à 1970, Edouard Garo prend part à de nombreux enregistrements, concerts et tournées avec le Chœur de la Radio du studio de Lausanne dirigé par André Charlet. Dès 1960, sa vie s'organise autour de quatre axes, l'enseignement, la direction chorale, la composition et la musicologie. Comme pédagogue, Edouard Garo enseigne la musique et le chant dans plusieurs collèges et gymnases de Nyon et de Lausanne. 
Il enseigne aussi la didactique de la musique aux maîtres de musique en formation au Séminaire pédagogique de l'enseignement secondaire à Lausanne. Dès 1973 il ne cesse de développer de nouveaux moyens d’enseignement comme le Solmiplot et de publier des recueils de chant, notamment Voix libres en 1988. 
Il collabore à la mise sur pied du Studio Kodály de Genève et, dès 2004, il participe à la restructuration de l’étude du chant auprès des Petits chanteurs de la Maîtrise de l’Opéra de Lyon. Edouard Garo fonde et dirige de nombreux ensembles vocaux, dont l'Ensemble choral de la Côte, le Petit chœur du collège de Nyon, le Chœur du gymnase cantonal de Nyon et la Camerata Vocale de Genève. Il dirige aussi plusieurs orchestres dont les Orchestres de chambre de Genève et Lausanne. Édouard Garo mène et publie de nombreuses recherches en musicologie, notamment sur l'ethnomusicologie et le pentatonisme. En 1998, il est nommé membre d’honneur de l’International Kodály Society (IKS) pour ses travaux mené sur ce compositeur hongrois et en 2002, il devient membre d’honneur de l’association La voix de Kodály en France.
Comme musicologue et compositeur, Édouard Garo est invité pour diverses présentations et conférences dans le cadre de symposiums et groupes de travail universitaires (Oslo, Wurtzbourg, Vienne, Graz, Lucerne, Zagreb, Bolzano, Montréal et Paris). Sans tenir compte des œuvres de jeunesse, le catalogue d'Édouard Garo comporte une quarantaine d'œuvres, dont plusieurs pour orchestre symphonique et un requiem. Il met en musique des textes de Guillaume Apollinaire, Edgar Poe dans la traduction de Baudelaire et Paul Valéry. Ses œuvres ont été créées principalement à Nyon, Genève, Lausanne, Paris et Budapest. Certaines ont été enregistrées par la Radio suisse romande et France Musique. Edouard Garo remet ses archives à la Bibliothèque cantonale et universitaire - Lausanne en 2006. Il vit actuellement à Nyon où il est coordinateur de l'Association Louis Niedermeyer qui fait connaître ce compositeur, pianiste, organiste et pédagogue nyonnais.

## Sources
- « Édouard Garo », sur la base de données des personnalités vaudoises sur la plateforme « Patrinum » de la Bibliothèque cantonale et universitaire de Lausanne.
- 24 Heures - La Côte 2007/06/22 p. 29 avec photographie
- Jean-Louis Matthey, "Passionné de chant et de didactique de la musique", in: Revue musicale Suisse, 2006, Nr. 10, p.21
- Jean-Louis Matthey, Edouard Garo, Note biographique, liste des œuvres et bibliographie, Lausanne, Bibliothèque cantonale et universitaire, 2007